# استیل‌استراز
در علم آنزیم‌شناسی، استیل‌استراز ( عدد گروه آنزیم 3.1.1.6 ) آنزیمی است که واکنش شیمیایی را کاتالیز می‌کند:
یک استیک استر + H2O {\displaystyle \rightleftharpoons } یک الکل + استات
بنابراین، دو بستر این آنزیم استیک استر و H۲O هستند، در حالی که دو محصول آن الکل و استات است.
این آنزیم متعلق به خانواده هیدرولازها است، به ویژه آنهایی که روی پیوندهای کربوکسیلیک استر عمل می‌کنند.